# Aligrundet, Jakobstad
Aligrundet är en ö i Finland. Den ligger i Bottenviken och i kommunen Jakobstad i den ekonomiska regionen  Jakobstadsregionen i landskapet Österbotten, i den västra delen av landet. Ön ligger omkring 83 kilometer nordöst om Vasa och omkring 410 kilometer norr om Helsingfors.
Öns area är 20 hektar och dess största längd är 0,8 kilometer i nord-sydlig riktning. I omgivningarna runt Aligrundet växer i huvudsak blandskog.